# (4-Metoxi-1-naftil)metanol
(4-Metoxi-1-naftil)metanol, 4-metoxi-1-naftalenometanol ou 4-metoxinaftalen-1-il)metanol é um composto orgânico de fórmula molecular C12H12O2, SMILES COc1ccc(CO)c2ccccc12 e massa molecular 188,22248. Apresenta ponto de fusão de 77–81 °C. É classificado com o número CAS 16820-54-5 e número MDL MFCD04089264.
O composto pode ser obtido a partir do (4-Metoxi-1-naftil)metanal pela redução com hidreto de lítio e alumínio.